# ریحان
'ریحان(هلن)' (به انگلیسی: Basil) نام گیاهی یک‌ساله از خانوادهٔ نعنائیان است که آن را در فارسی «شاهِسپَرَم» و «شاهسپرغم» و نازبو نیز گفته‌اند. برگ‌های معطر آن را خام می‌خورند و از لعاب (موسیلاژ) دانه‌های سیاه آن برای نرم کردن دست به کار می‌رود. ریحان در دو نوع سبز و بنفش وجود دارد. این سبزی بیشتر به عنوان سبزی خوردن استفاده می‌شود. دانه آن برای معده درد نیز مفید است.
ریحان بومی مناطق گرمسیری از آفریقای مرکزی تا جنوب شرقی آسیا است. هرچند ریحان بیشتر به‌عنوان گیاهی یک‌ساله کشت می‌شود، در آب و هوای گرمسیری یا مدیترانه‌ای می‌توان آن را چون یک گیاه چندساله یا دوساله رشد داد.

## مشخصات
ریحان مانند سایر گیاهان تیره نعنا دارای ساقه چهارگوش و برگ‌های روبرو (متقابل) است. بلندای ساقه ریحان حدود ۳۰ تا ۵۰ سانتیمتر و در بعضی واریته‌ها تا یک متر می‌رسد. گل‌آذین سنبله با گل‌های سفید در بالای ساقه رشد می‌کند.

## تفاوت بذر ریحان با تخم شربتی و چیا
در ایران، اغلب بذر ریحان با تخم شربتی و دانه چیا اشتباه گرفته می‌شود. این در حالی است که این سه متفاوت از یکدیگرند و هر کدام خاصیت جداگانه‌ای دارند. در دوران قدیم، در ایران از تخم شربتی در نوشیدنی‌های خنک برای برطرف کردن عطش در فصل تابستان استفاده می‌شد. گاهی تخم شربتی یا دانه‌های چیا به اشتباه به عنوان بذر ریحان خریداری شده و استفاده می‌شود یا خواص مربوط به بذر ریحان به تخم شربتی نسبت داده می‌شود که در ایران فراوان است و درست نیست. تنها شباهت بذر ریحان با دانه چیا و تخم شربتی لعاب‌دار شدن هر سه است (دارای موسیلاژ است). اما خواص این سه دانه با یکدیگر فرق اساسی دارد.

## اسانس ریحان
از ریحان اسانسی تهیه می‌شود بنام اسانس بازیلیک یا روغن ریحان که مصارف درمانی گوناگونی دارد. اسانس ریحان شامل موادی مانند استراگول واوس من درد است. دانه ریحان دارای ماده روغنی است که حالتی روان دارد.
از اسانس ریحان بعضاً به‌عنوان ماده دافع حشرات نیز استفاده می‌شود.

## فواید ریحان
مصرف ریحان در جلوگیری از برخی عفونت‌های باکتریایی مؤثر است.
۱. خواص ضد التهابی: ریحان دارای ترکیباتی است که می‌تواند به کاهش التهاب در بدن کمک کند. این ویژگی به ویژه برای افرادی که از بیماری‌های مزمن رنج می‌برند، اهمیت دارد.
۲. حامی سیستم ایمنی: ریحان سرشار از آنتی‌اکسیدان‌هاست که می‌تواند به تقویت سیستم ایمنی بدن کمک کند. این خاصیت به بدن کمک می‌کند تا با عفونت‌ها و بیماری‌ها بهتر مقابله کند.
۳. کمک به هضم غذا: مصرف ریحان می‌تواند به بهبود عملکرد دستگاه گوارش کمک کند. این گیاه به کاهش نفخ و ناراحتی‌های گوارشی کمک کرده و احساس راحتی بیشتری را فراهم می‌آورد.
۴. تنظیم قند خون: برخی تحقیقات نشان داده‌اند که ریحان می‌تواند به تنظیم سطح قند خون کمک کند. این ویژگی برای افراد دیابتی بسیار حائز اهمیت است.
۵. خاصیت آرامبخش: ریحان به عنوان یک آرامبخش طبیعی شناخته می‌شود. مصرف دمنوش ریحان می‌تواند به کاهش استرس و اضطراب کمک کند و خواب بهتری را فراهم آورد.
۶. منبع غنی ویتامین‌ها و مواد معدنی: ریحان حاوی ویتامین‌های A، C و K و همچنین مواد معدنی مانند کلسیم، آهن و منیزیم است که برای سلامتی بدن ضروری هستند.

## باورهای مسیحی
ریحان در میان مسیحیان ارتدکس به ویژه در کلیساهای یونانی، گیاهی مقدس به‌شمار می‌رود. مسیحیان ارتدوکس باور دارند که این گیاه در جایی که خون مسیح ریخته، روئیده و از آن هنگام عبادت و پرستش صلیب، به‌ویژه در دوران روزهٔ بزرگ با ریحان بسیار مرسوم شده‌است. کشیشان ارتدکس از ریحان برای تطهیر آب مقدس استفاده می‌کنند و دسته‌ای از برگ‌های ریحان را روی آب مقدسی که روی حاضران در کلیسا می‌پاشند قرار می‌دهند. آن‌ها صلیب را با دسته‌های خوشبویی از این گیاه می‌آرایند و در مراسمی دور کلیسا گردانده و دسته‌های کوچکی از این گیاه را به عبادت‌کنندگان می‌دهند.
بسیاری از افراد دسته‌های ریحان را در خانه‌های خود در در آب می‌گذارند تا رشد کند و باعث برکت و موهبت شود.

## نگارخانه

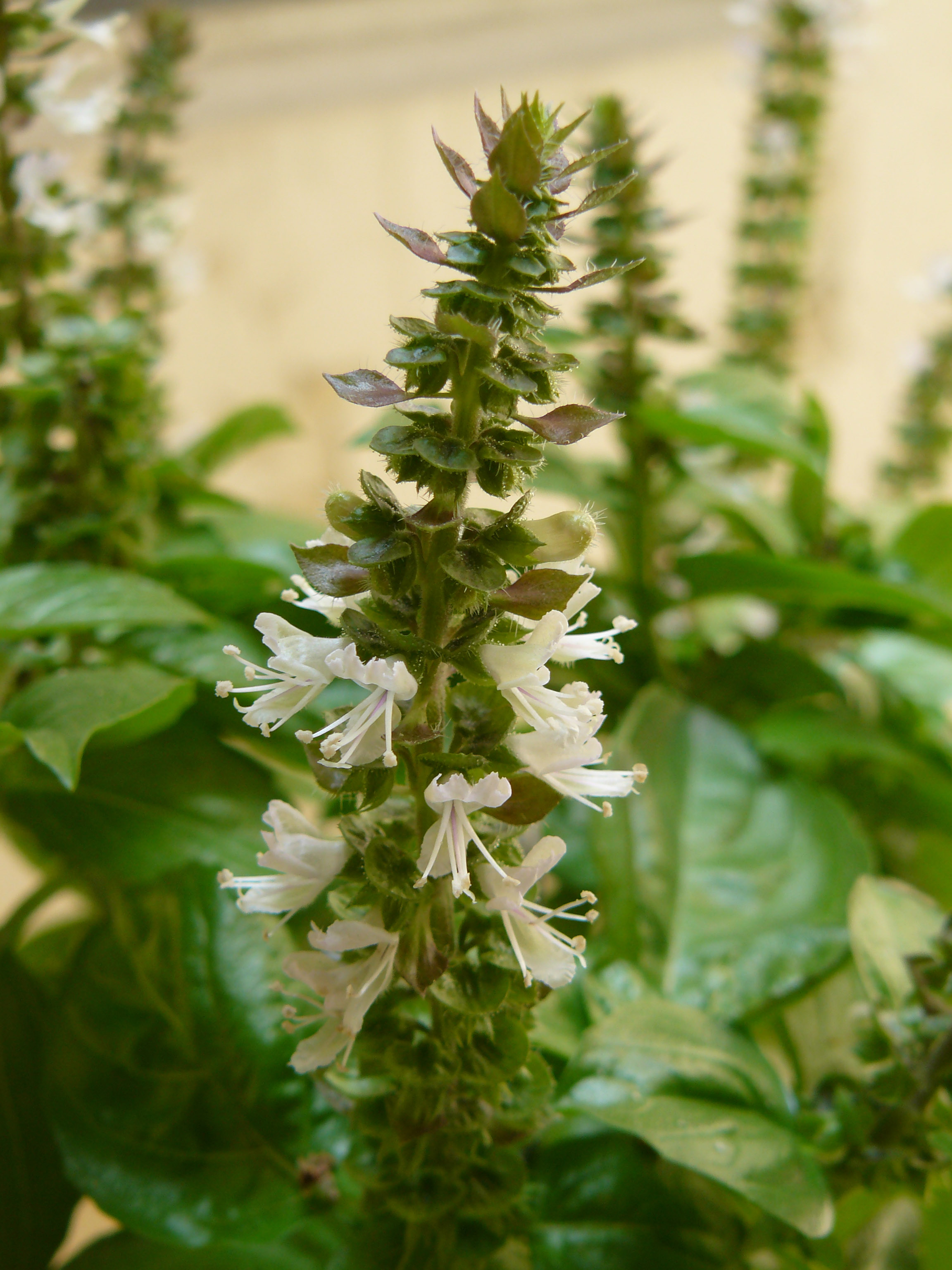
ریحان با گل و برگ‌هایش
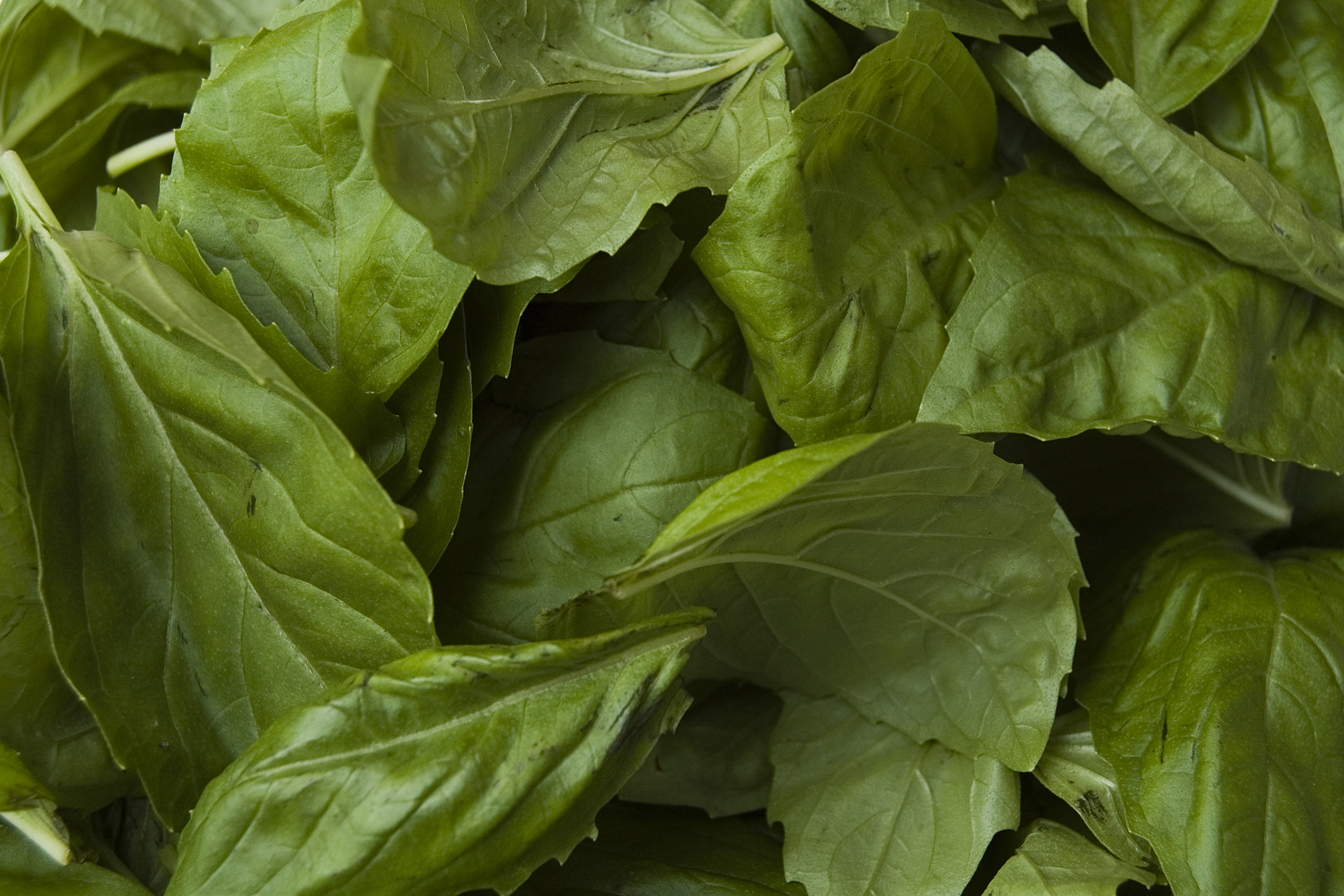
برگهای تازه ریحان
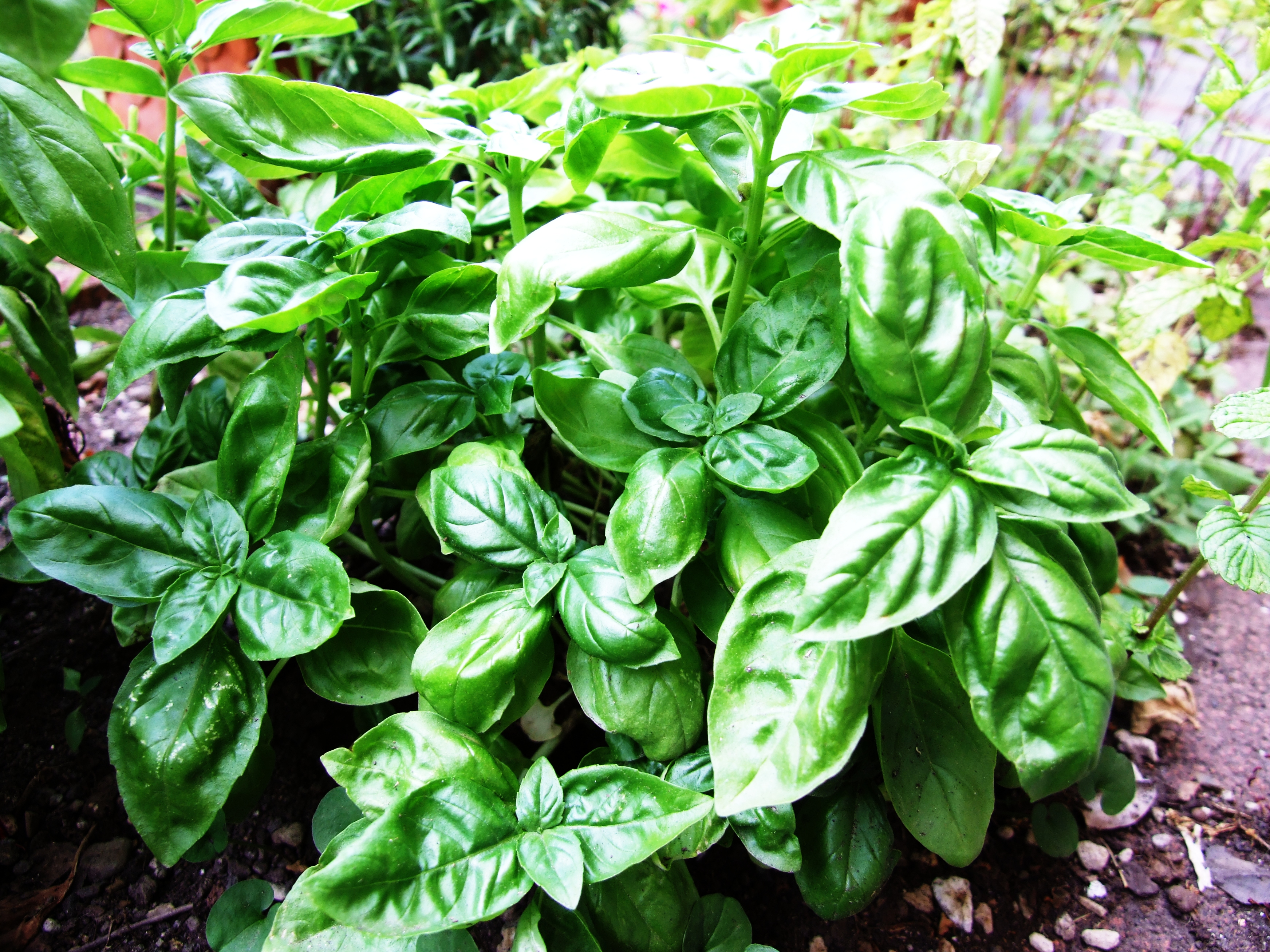
گیاه ریحان
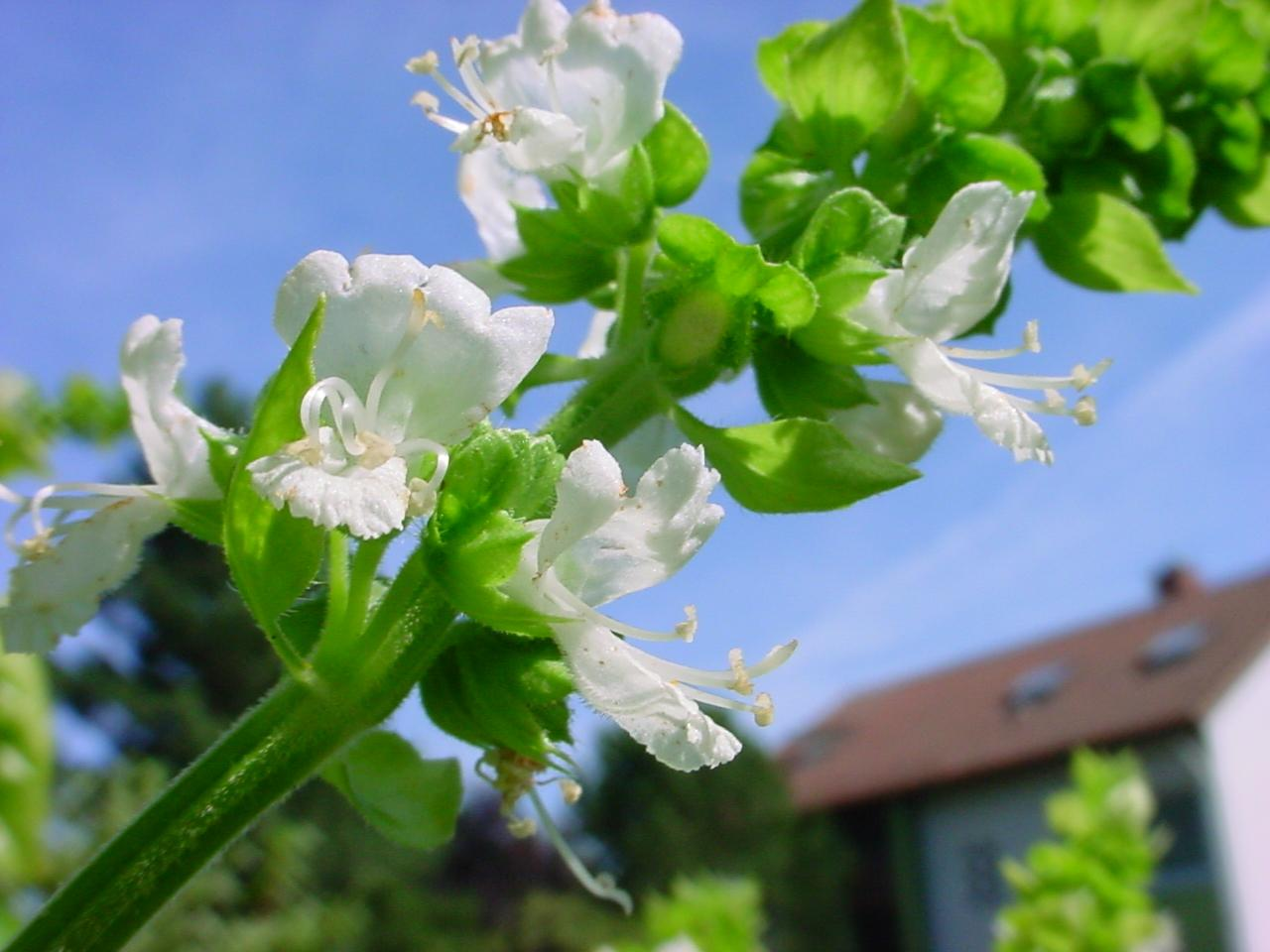
ریحان با گل
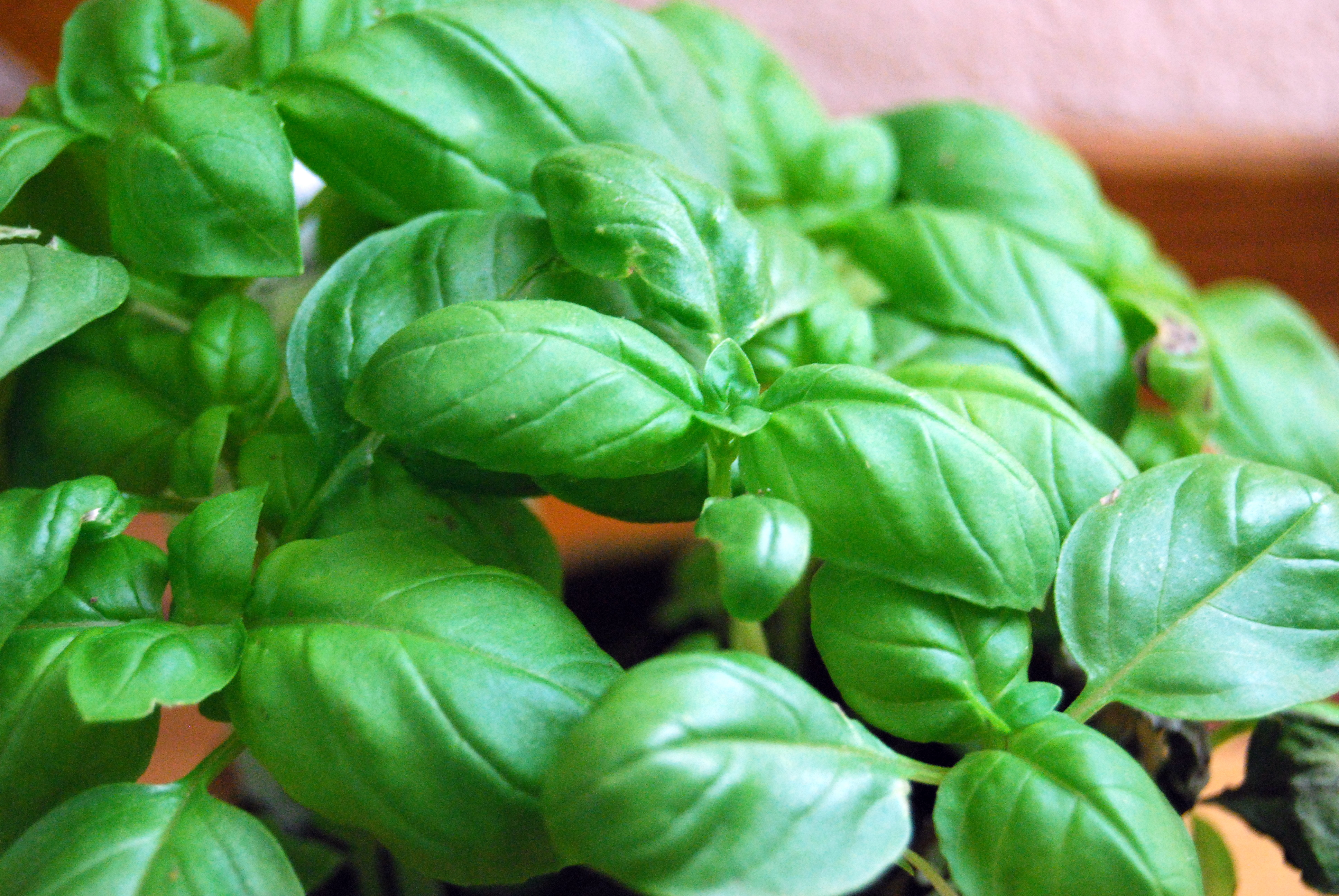
برگ ریحان
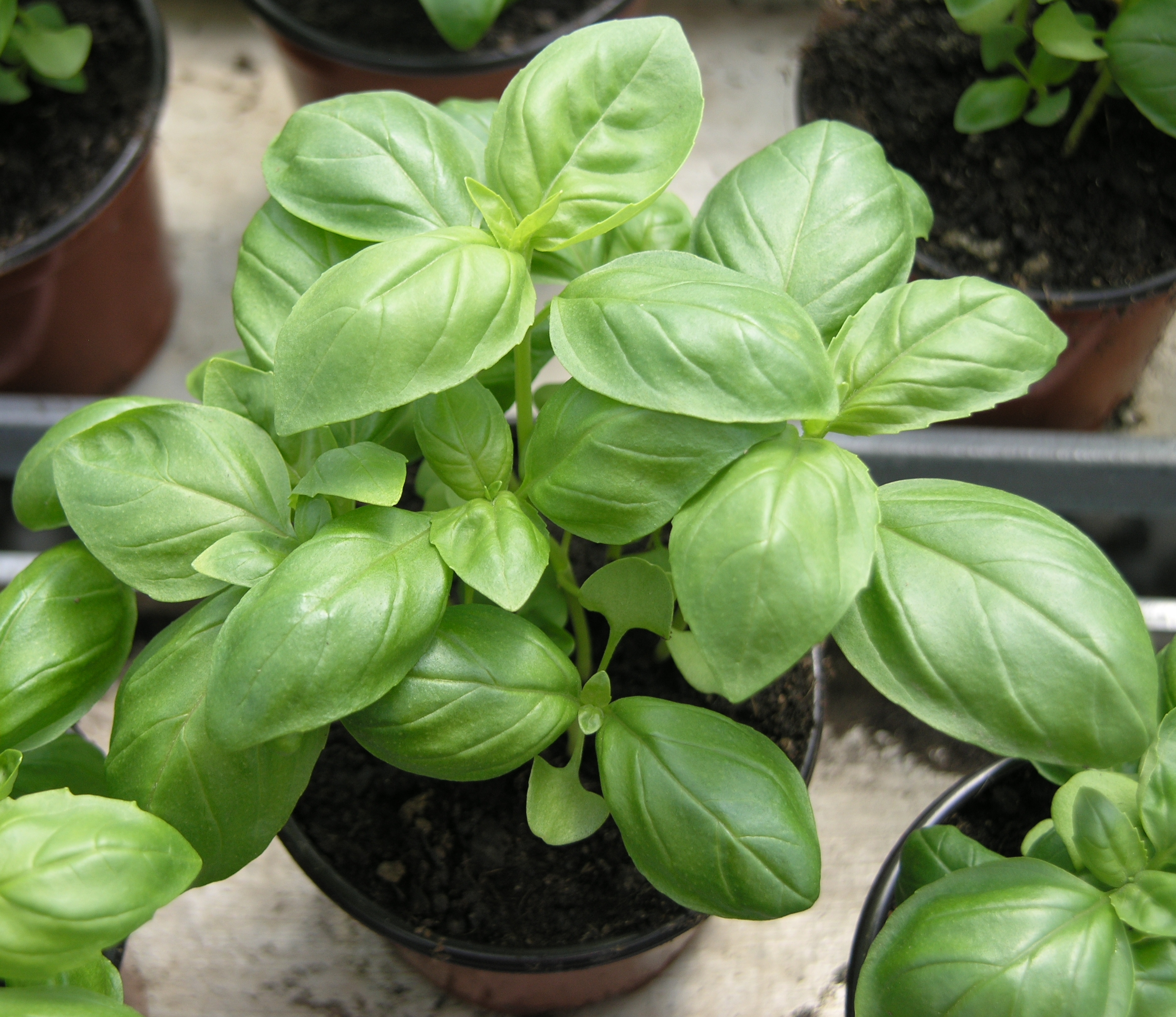
Ocimum basilicum
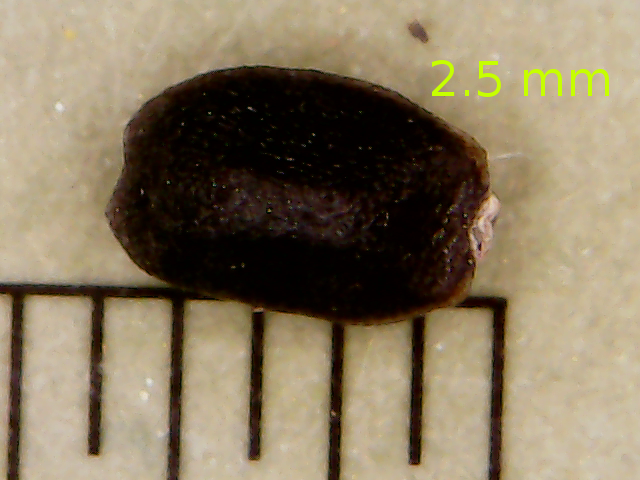
بذر ریحان، زیر میکروسکوپ